# Прерывающий маркетинг
Прерывающий (или исходящий) маркетинг (от англ. — interruption marketing) — это способ продвижения продукта путем постоянной рекламы, включающей в себя различные акции, освещение в средствах массовой информации и продажи . Данный вид маркетинга считается более агрессивной версией традиционного маркетинга, когда компании фокусируются на поиске клиентов, полагаясь на рекламу.
Зачастую прерывающий маркетинг называют исходящим, что порождает неоднозначность, поскольку раньше у данного термина имелось другое значение. Под ним подразумевалось распространение информации о готовом продукте, распространявшаяся среду потенциальных клиентов, которые проявляли интерес к продукту — то есть продвижение продукта путем стандартных маркетинговых коммуникаций .

### Типы прерывающего маркетинга
Прерывающий маркетинг может осуществляться с помощью таких инструментов, как:
1. Facebook: продвижение товара или услуги в ленте новостей или в других разделах платформы;
2. Телемаркетинг: продвижение товара или услуги в ходе телефонных разговоров;
3. Реклама в печатных СМИ: продвижение продукта с помощью газет или журналов;
4. Холодные звонки: обзвон потенциальных клиентов, ранее не контактировавших с продавцом, с целью продвижения продукта;
5. Почтовая рассылка: отправка рекламных материалов по почте;
6. Рассылка по электронной почте: массовая отправка рекламных материалов по базе почтовых адресов;
7. Реклама на ТВ и радио: продвижение продукта с помощью радио и телевидения.

### Польза прерывающего маркетинга
Уровень полезности прерывающего маркетинга напрямую зависит от того, чего компания хочет достичь. Если у компании имеется достаточно средств для инвестирования в рекламную кампанию, а руководство нацелено на получение быстрых результатов, то прерывающий маркетинг может быть наиболее подходящим вариантом. Большинство предприятий извлекают прибыль именно благодаря использованию прерывающего маркетинга. Авторы портала Site Pro News отмечают, что основное различие между доверительным и прерывающим маркетингом заключается в том, что последний дает более быстрые результаты и позволяет использовать научный подход при измерении уровня продаж. Проблемы, связанные с прерывающим маркетингом.
Маркетологи, использующие исходящий маркетинг, должны находить различные способы обработки отказов со стороны потенциальных клиентов. Кроме того, у каждой рекламной кампании есть ограниченный срок действия, а по его истечению кампанию необходимо запускать заново. Таким образом, процент возврата инвестиций, вложенных в рекламные кампании, в большинстве случаев довольно низок. Исходящий маркетинг часто считается плохо ориентированным методом, поскольку его нельзя настроить под конкретную целевую аудиторию. Более того, реклама отвлекает клиентов от их текущего занятия, а потому зачастую рассматривается ими в негативном свете.

### Доверительный и Прерывающий маркетинг
Доверительный маркетинг, в отличие от прерывающего, сфокусирован на том, чтобы клиенты самостоятельно находили информацию о продукте. Главными составляющими доверительного маркетинга являются контент, поисковая оптимизация и социальные сети. С помощью доверительного маркетинга компания может строить долгосрочные отношения с потребителями, которые будут выгодными в долгосрочной перспективе. Кроме того, входящий маркетинг позволяет привлекать на сайты целевую аудиторию, что способствует повышению коэффициента конверсии. По мере развития современных технологий доверительный маркетинг становится все более эффективной и менее затратной стратегией продвижения продукта.
Брайан Халлиган, директор и основатель HubSpot, отметил, что техника прерывающего маркетинга со временем теряет эффективность. Он заявил следующее:
«Ежедневно среднестатистический человек сталкивается более чем с 2000 примерами исходящего маркетинга и постоянно использует все более креативные способы, чтобы заблокировать их — к примеру, определители телефонных номеров, фильтр спам-сообщений, TiVo или спутниковое радио Sirius. Кроме того, сейчас намного проще получить информацию о новом продукте или приобрести его через интернет (с помощью поисковых систем, блогов или социальных сетей), чем отправляться на семинар в отель Marriott или лететь на торговую выставку в Лас-Вегасе».
Тем не менее, многие уже привыкли к тактике прерывающего маркетинга, из-за чего компании предпочитают расходовать рекламные бюджеты именно на исходящий маркетинг. В целях получения дополнительного преимущества некоторые компании комбинируют входящий и исходящий маркетинг, а также используют несколько каналов продвижения для более широкого охвата аудитории.